# Saint-Varent
Saint-Varent é uma comuna francesa na região administrativa da Nova Aquitânia, no departamento de Deux-Sèvres. Estende-se por uma área de 34,42 km². Em 2010 a comuna tinha 2 453 habitantes (densidade: 71,3 hab./km²).